# Diades van Pella
Diades van Pella, bijgenaamd de belegeraar (Oudgrieks: Διάδης Πελλαίος ο Πολιορκητής / Diádis Pellaíos o poliorketés), was een oud-Grieks militair ingenieur uit de 4e eeuw v.Chr., afkomstig uit Pella. Hij was net als Charias een leerling van Polyidus van Thessalië.
Diades beschreef de machines van zijn leermeester Polyidus en zijn eigen machines, waaronder belegeringstorens en stormrammen, in zijn technisch handboek. Tijdens Alexander de Grote's campagne tegen het Perzische Rijk leidde hij de groep belegeringswapenbouwers, waaronder Charias, Posidonius en Philippus. Tijdens het beleg van Tyrus (332 v.Chr.) bouwde Diades de belegeringsmachines waarmee Alexander de eilandstad Tyrus kon innemen. De Romeinse schrijver Vitruvius baseerde het hoofdstuk over belegeringswapens in zijn De architectura op de beschrijvingen van Diades.